# 空中步廊

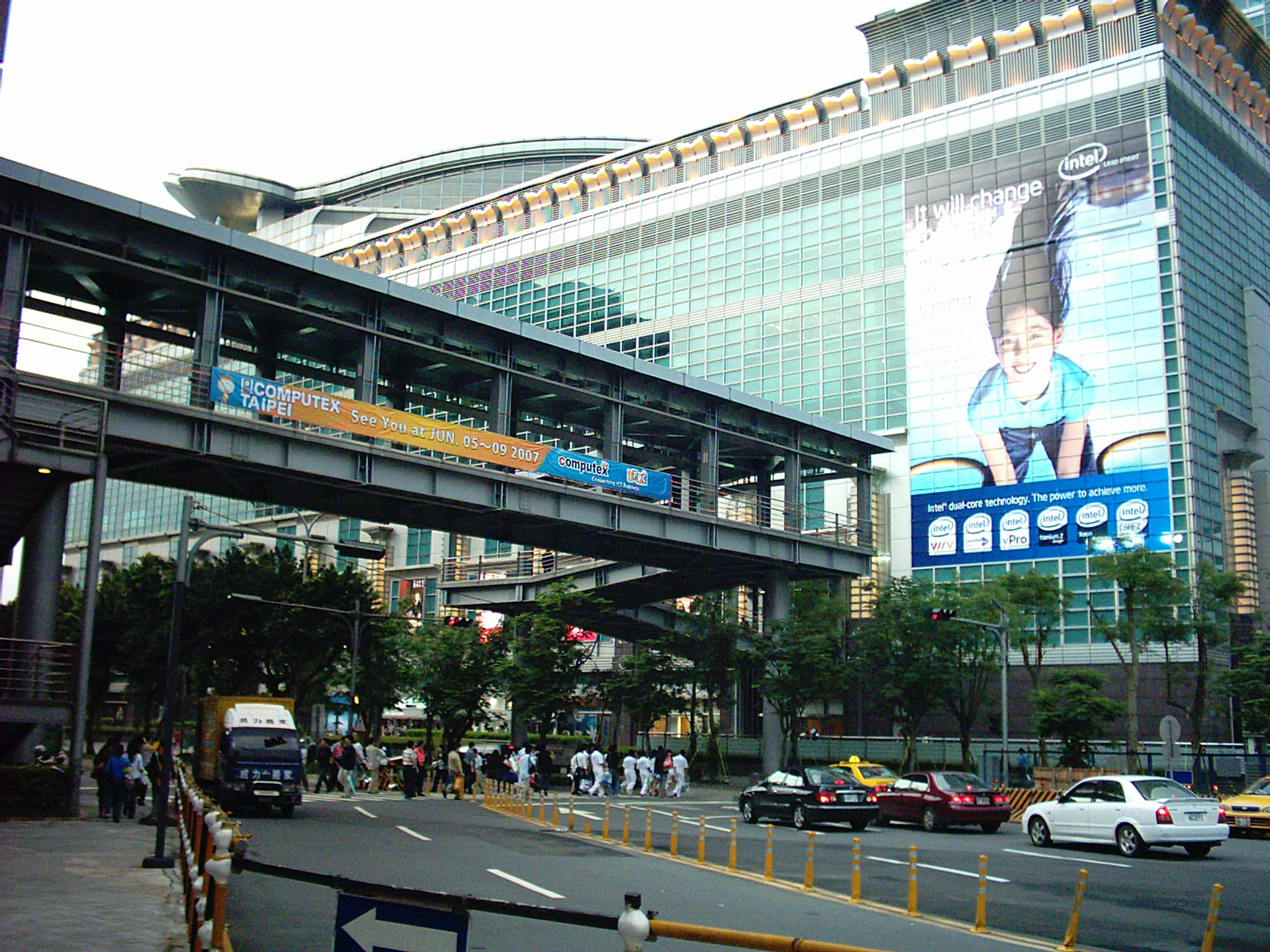
台北的信義商圈空橋系統由多座過街天橋連結而成，圖中的天橋聯絡了台北世界貿易中心與台北101購物中心

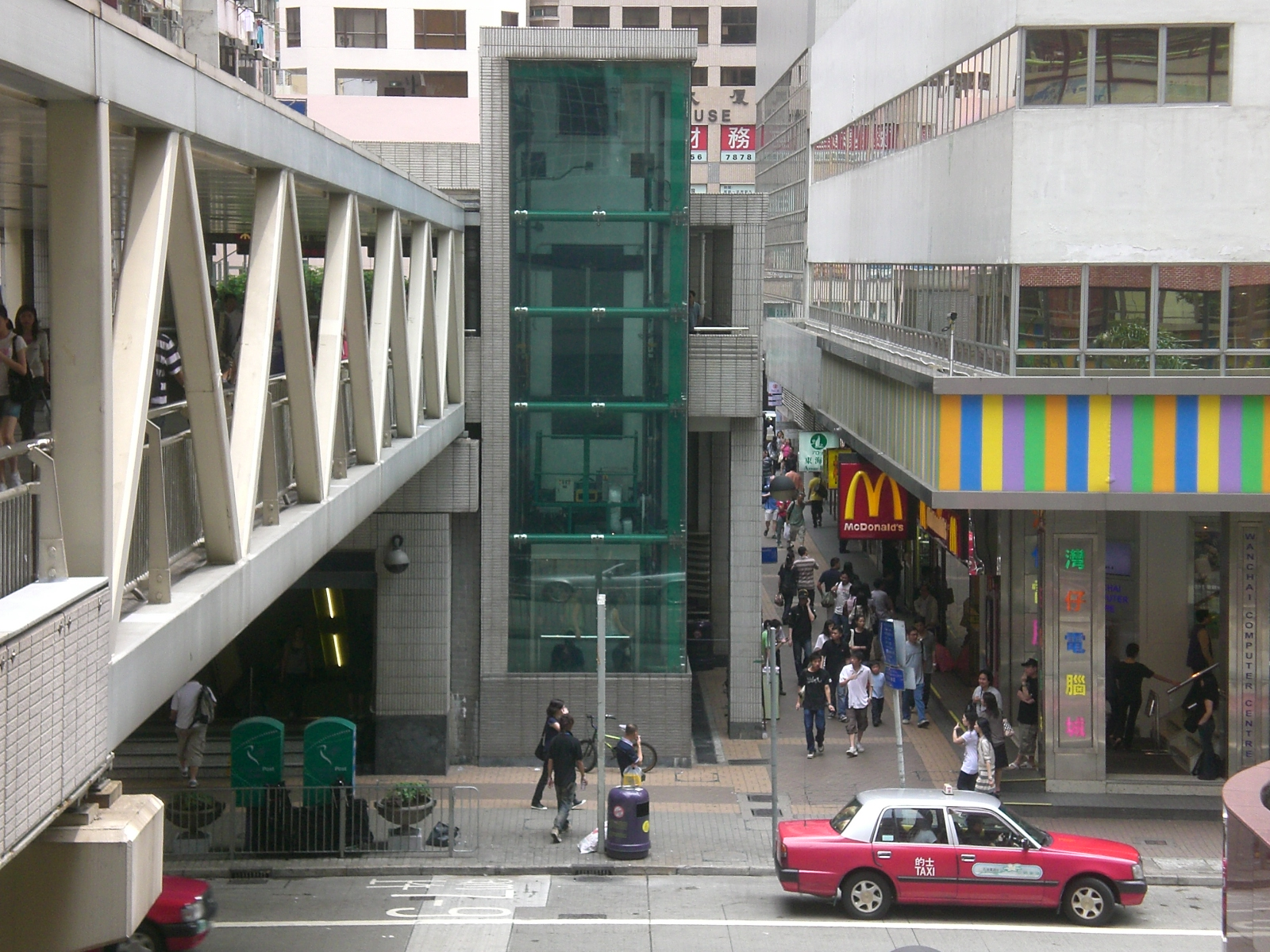
設有升降機的湾仔站行人天橋

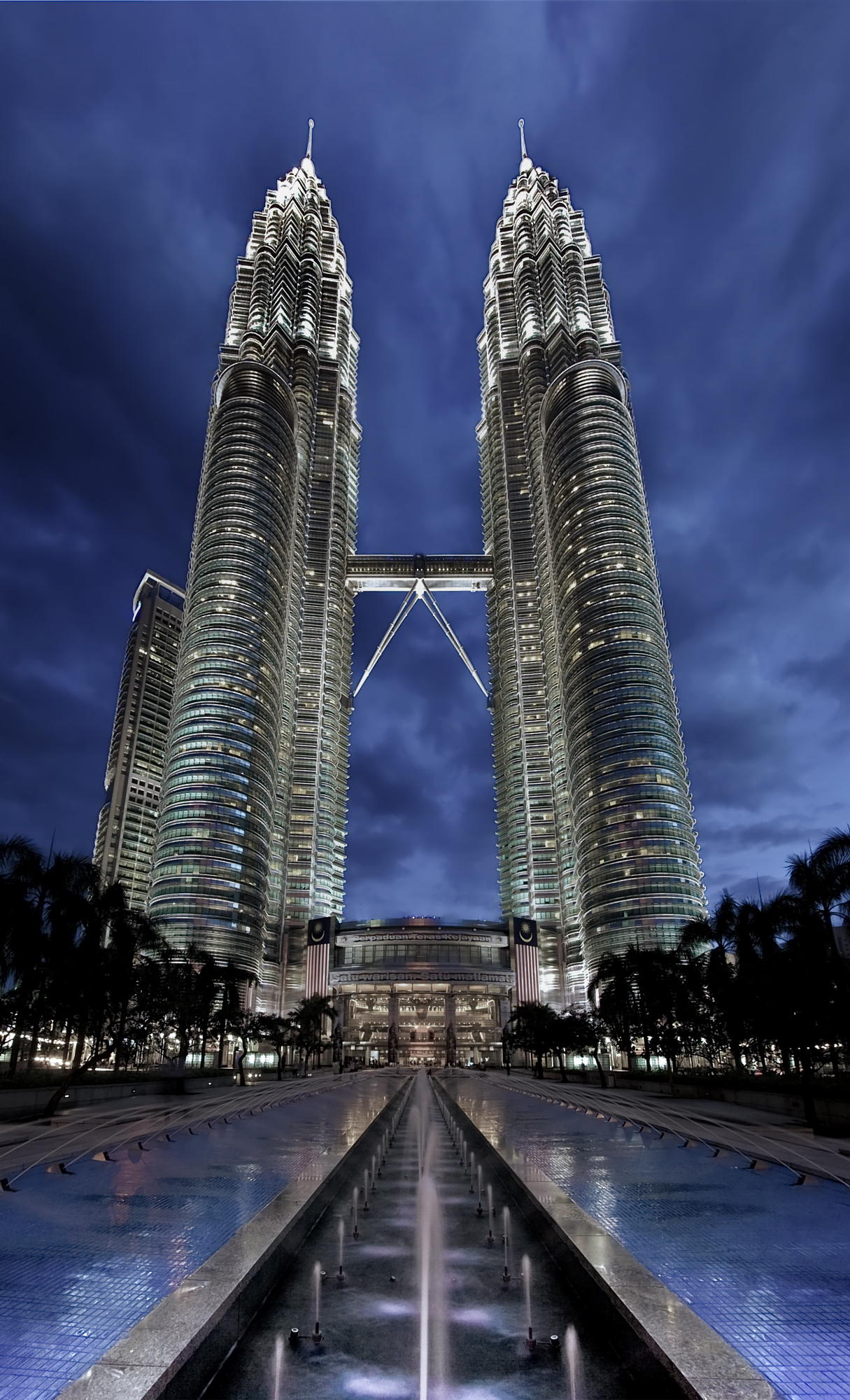
馬來西亞國油雙塔兩大樓之間設有行人天橋

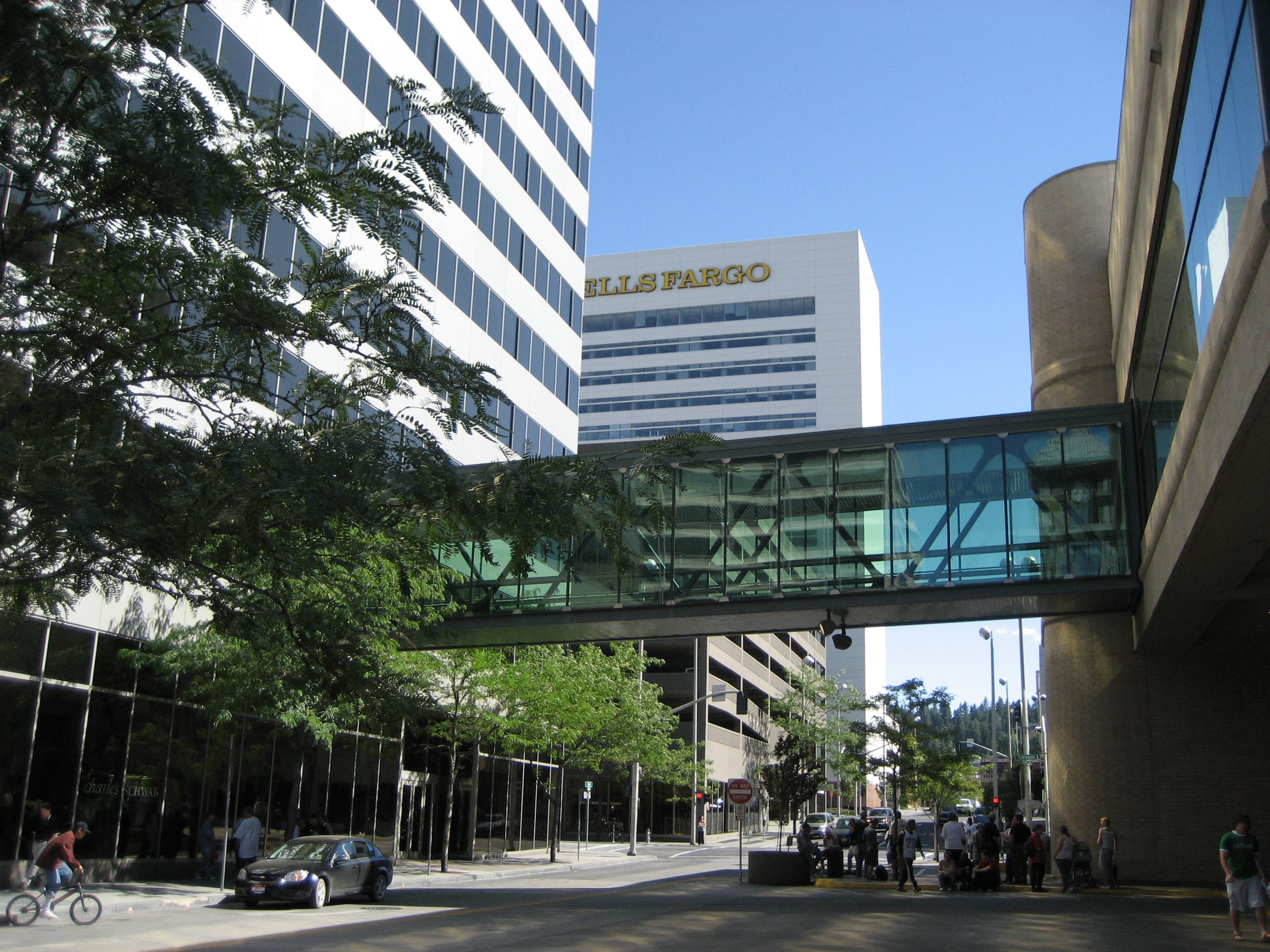
美國華盛頓州斯波坎的行人天橋

空中步廊，又作空橋、空中走廊、空中步道、空中連廊，俗稱行人天橋、人行陸橋、天橋、陸橋，是现代化都市中协助行人穿过道路的一种建筑，修建過街天橋可以使穿越道路的行人和道路上的车辆实现完全的分离，保证交通的通畅和行人的安全。最常见的人行过街天桥是跨越街道或公路的，也有跨越铁路、轻轨、河流的过街天桥。一些大樓之間也會裝設人行天橋，便利人員在不同大樓穿梭往來。另外还有一些过街天桥修建在立体交叉路口，与立交桥的建筑融为一体。一些城市的行人天橋系統（如香港中區行人天橋系統、荃灣行人天橋網絡及台北的信義商圈空橋系統），各个过街天桥用廊道链接在一起，形成了一个四通八达的空中人行交通网，成为城市的象征，同時也是街頭藝人和小贩經常出沒與影視作品取景的地點。

## 结构
按照结构区分，常见的过街天桥可以分为三大类，分别为悬挂式结构、承托式结构和混合式结构。

### 悬挂式结构
以桥栏杆为主要承重部件，供行人通过的桥板本身并不承重，悬挂在作为承重梁的桥栏上，这种结构的过街天桥将结构性部件和实用型部件结合在一起，可以减少建筑材料的使用，相对降低工程造价，但是这种结构的过街天桥桥栏杆异常粗大结实，因而行人在桥上的视线会被栏杆遮挡，而且粗壮的桥栏杆很难给人以美的感受，因而在城市景观功能方面有所欠缺。

### 承托式结构
将承重的桥梁直接架设在桥墩上，供行人行走的桥铺在桥梁之上，而桥栏杆仅仅起到保护行人的作用，并不承重，这一类的过街天桥造价相对较高，但是由于桥栏杆纤细优美，作为城市景观的功能较好，因而目前各城市中这一类型的过街天桥数量最众。

### 混合式结构

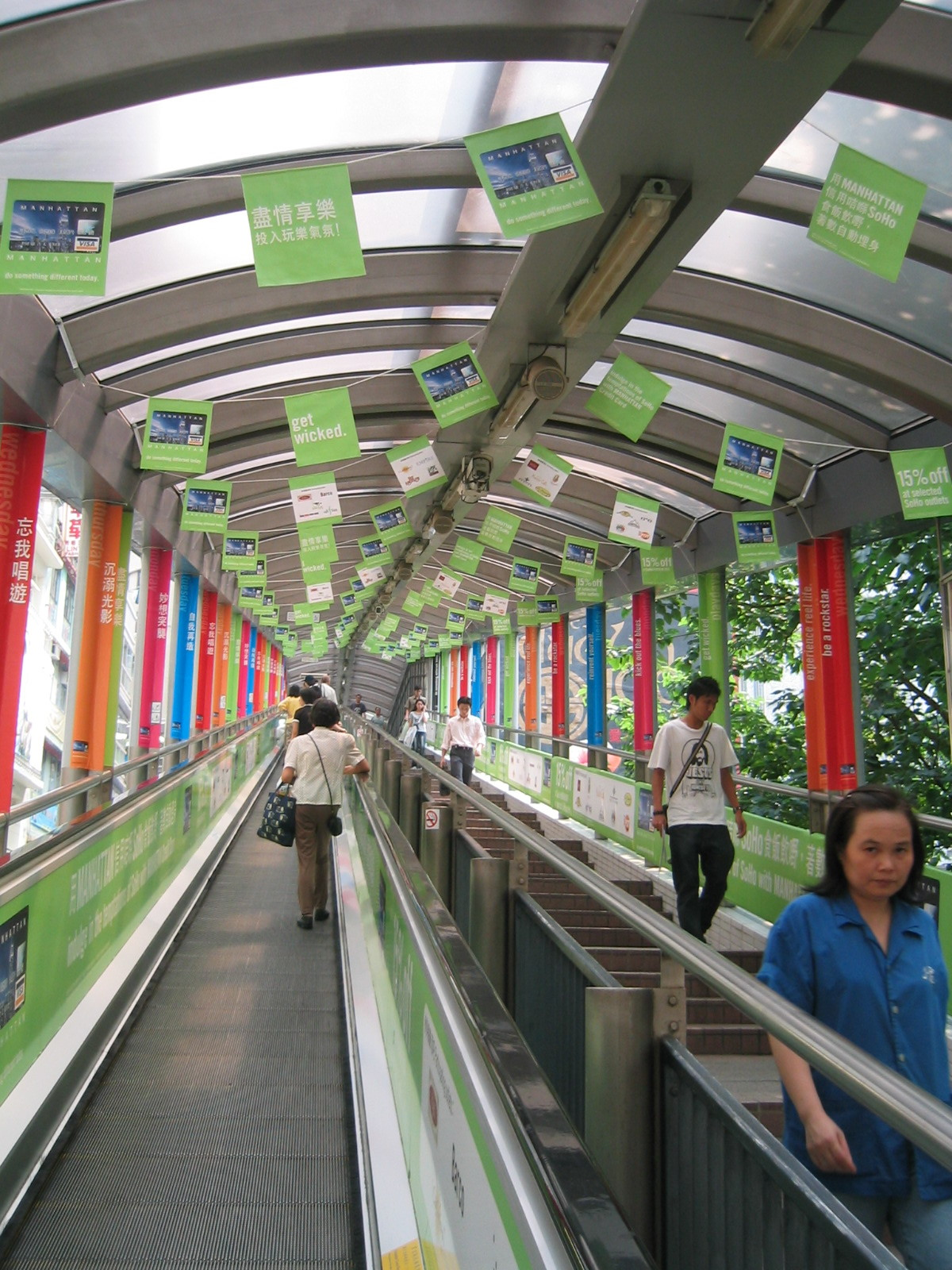
中環至半山自動扶梯系統

是上述两种结构的杂交体，桥栏和桥梁共同作为承重结构分担桥的荷载。
除了上述三种主流结构，还有一些城市在某些街区将悬索桥、斜拉桥的结构用于过街天桥的建筑，但这些特殊结构的过街天桥大多造价昂贵，之所以选择这些特异的结构，部分原因是出于城市景观的考虑，亦有部分原因是在需要興建大跨度的行人天橋（如行人天橋下方為主幹道、鐵路、河流，又或環境保護因素如下方為生態區域而不適合興建柱樑）。
行人天橋主要以樓梯連接地面，亦有行人天橋以斜道連接地面。為了方便和吸引行人使用，一些地方的天橋裝設了電動扶梯（比如中環至半山自動扶梯系統），免除行人爬上梯級之苦。亦有些天橋設有升降機，方便殘疾人士和使用嬰兒車的家長使用。部分天橋更設有自動行人道（比如中環至半山自動扶梯系統），減少人行的距離。此外，某些行人天橋是有蓋的，部分更是密封式，有空氣調節设备，讓使用者免除日曬雨淋之苦。

## 与其他过街方式的比较
- 与人行横道相比：人行横道的造价远低于过街天桥，而行人天橋需額外佔用空間以興建連接地面的設施；另外对于年老体衰和残疾人来说，过街天桥会增加他们出行的不便；但过街天桥实现了行人和车流的完全分离，行人的安全更有保障，车辆的行驶更加畅通。而空橋系統則可兼顧行人安全及便利性。
- 与地下通道相比：地下通道较少受到天气的影响（水災除外），在一些特殊的城市区域，地下通道不会破坏城市景观，或可以與地下軌道車站整合；但过街天桥的造价更低工期更短，同时不会影响道路的承重能力。

## 关于过街天桥的争议

### 对过街天桥的批评
- 在中国大陆，自行车的保有量和使用量非常高，自行车是普通市民出行的主要交通工具之一，对于这一部分市民来说，携带自行车通过过街天桥是非常费力的事情，尤其是有些城市的人行过街天桥只修建了阶梯而没有修建坡道。
- 对于肢体残疾的残疾人来说，独立将轮椅推上过街天桥几乎是不可能完成的事情，而且绝大多数过街天桥没有设计供轮椅同行的无障碍通道。

### 天橋與行人用路權的爭議
雖然天橋（與人行地下道）的設置表面上看似是給予行人一種安全保障，避免他們的動線與道路上的車流直接交會而提升道路安全，但是在某些地區，在設置有天橋之類立體人行設施的路口，往往會將平面道路上的人行横道給取消並且取締行人直接橫越馬路。這種作法乍看是確保了行人的安全，但有些交通學者卻認為此舉事實上是對行人用路權的一種打壓。根據這派學者的意見，行人與汽車都應該公平擁有道路十字路口的穿越權力，如果建造了行人用的立體穿越設施卻禁止平面上的穿越行為，這意味著是逼迫行人去迴避車流、不尊重行人用路權利。為了避免這問題，他們建議讓天橋等立體穿越設施與平面上的設施並存，不願繞道而行的行人應遵守交通號誌（例如紅綠燈）的指示在正確時機穿越馬路，而天橋與地下通道的存在，則是給予行人較高度的尊重讓他們有自行選擇是否要繞道穿越馬路（而可以避免等候紅綠燈）的權力。不過在香港，由於不少行人天橋下方興建過路設施，減低行人使用行人天橋的意欲，有部分行人天橋會淪為露宿者之家（如封閉前的欽州街西行人天橋），也有不少天橋在假日成為外傭聚集休息之處。

### 城市设计学对天桥的看法
城市设计学家基于对于城市交通系统的两种观点，对于天桥也有两种观点：
- 一种观点认为步行优先，城市应以人为本，机动车由于其固有的特性——不费人力，应该向行人让位，尽量首先满足行人的要求，所以应该把地面留给行人，机动车在空中或地下行驶。基于此观点反对修建人行过街天桥。巴黎拉德芳斯區（La Defense）新凱旋門周圍地區與東京西新宿地區的車用道路全面地下化就是類似理念的實現範例。
- 另一种观点认为人是城市中机动性最高的元素，机动车在垂直维度的行动非常不便，为了解决城市交通问题应该尽量把有限的地面道路让给机动车，人可以通过空中或地下运动，不与机动车流相互干扰。基于此观点应该结合城市建筑和地铁站大力建设人行过街天桥和地下通道，当大量的步行通道直接在空中或地下相连通后，就可以形成与地面机动车平行的第二套城市步行系统，行人甚至不需再在地面行走，兼顧安全及便利。香港、東京汐留、明尼阿波利斯、多伦多都是这一理论的实施者。

### 公共交通导向型开发設計
不少城市（如香港、深圳）近年採用公共交通导向型开发，以大型運輸站結合行人天橋系統連接附近建築物，如沙田站、荃灣站-荃灣西站（荃灣行人天橋網絡）等，行人天橋被視為行人的輸送帶，未能吸引行人互動和停留，亦了無生氣，同時也減少行人逗留地面，間接扼殺地面小店生存空間，尤其是政府在興建了行人天橋系統後，將地面過路設施封閉，令行人需要繞道，店舖人流大減。部分行人天橋因過於接近旁邊大廈，將兩邊圍欄改為不透明設計，亦減少了橋下店舖的可視性。